# Kendall Wesenberg
Kendall Wesenberg (* 23. August 1990 in Castro Valley, Kalifornien) ist eine US-amerikanische Skeletonpilotin.

## Werdegang

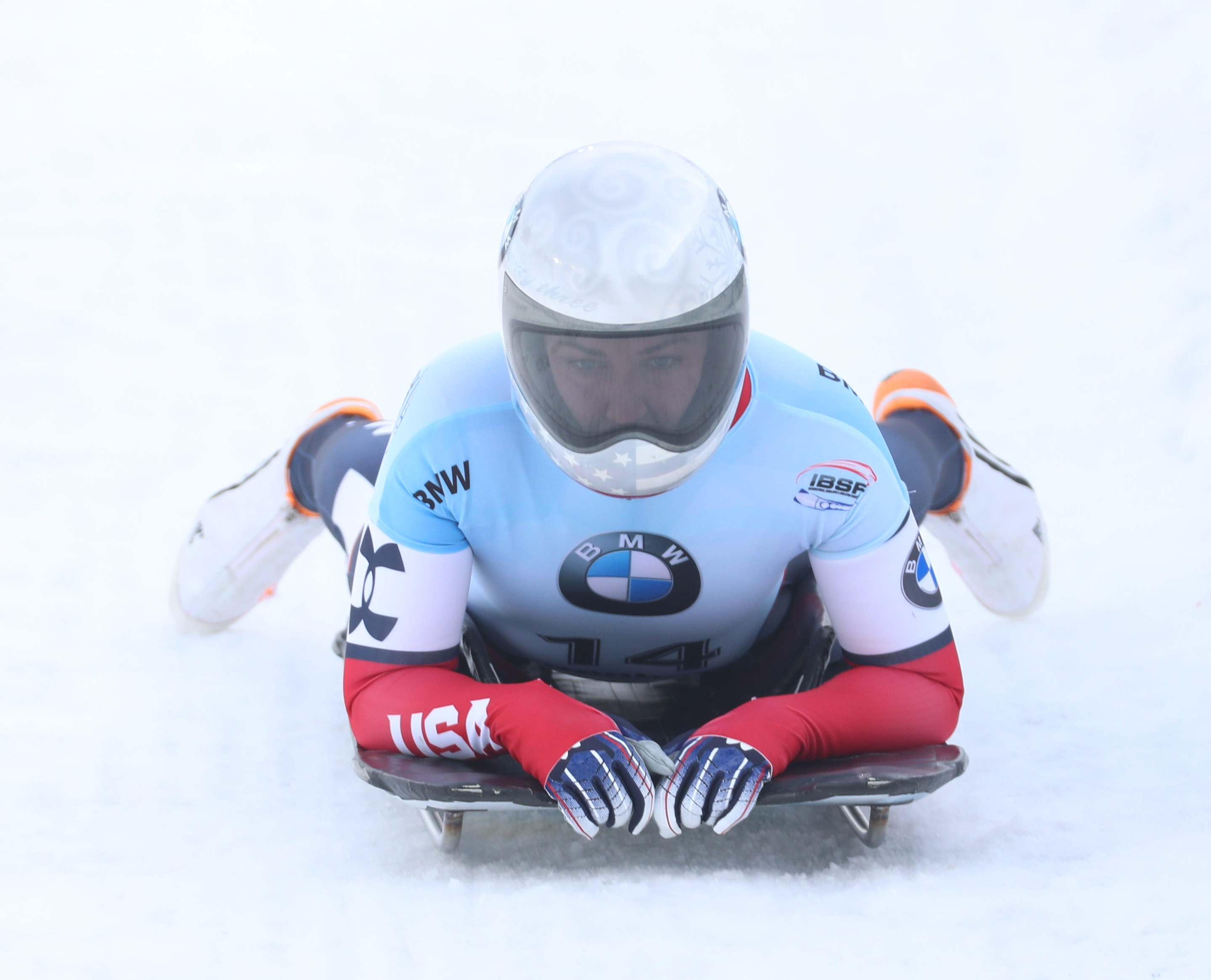
Kendall Wesenberg bei den Bob- und Skeleton-Weltmeisterschaften 2020 in Altenberg

Kendall Wesenberg stammt aus Modesto und absolvierte an der University of Colorado Boulder ein Bachelorstudium in Betriebswirtschaftslehre. Sie betrieb vor ihrem Wechsel zum Skeleton mehrere Sportarten, darunter Fußball für die Mannschaft der University of Colorado. Sie wurde durch die Olympischen Spiele 2010 auf den Bob- und Skeletonsport aufmerksam und zog nach ihrem Studienabschluss 2012 nach Park City, um Skeletonpilotin zu werden.
2014 qualifizierte Kendall Wesenberg sich erstmals für internationale Skeletonrennen. Im November 2014 debütierte sie in Lillehammer im Europacup und gewann auf Anhieb vor Kim Meylemans und Anastassija Schlapak. Dabei unterbot sie im ersten Lauf den Bahnrekord von Elizabeth Yarnold aus dem Jahr 2011. Im Saisonverlauf erreichte sie mit zwei zweiten Rängen in Winterberg und St. Moritz weitere Podestplätze und platzierte sich in allen acht Rennen unter den besten neun, womit sie als erste US-Amerikanerin die Gesamtwertung vor Schlapak sowie Renata Chusina gewann. Zur Saison 2015/16 qualifizierte sie sich in den nationalen Ausscheidungsrennen für den Weltcup und gab ihr Debüt im November 2015 in Altenberg mit einem 18. Platz. Im zweiten Rennen in Winterberg konnte sie sich bereits auf Rang 12 steigern.